# 劳登巴赫
劳登巴赫是德国巴登-符腾堡州莱茵-内卡县的一个市镇。总面积10.29平方公里，总人口6014人，其中男性2949人，女性3065人（2011年12月31日），人口密度584人/平方公里。